# Schwarzer Piranha

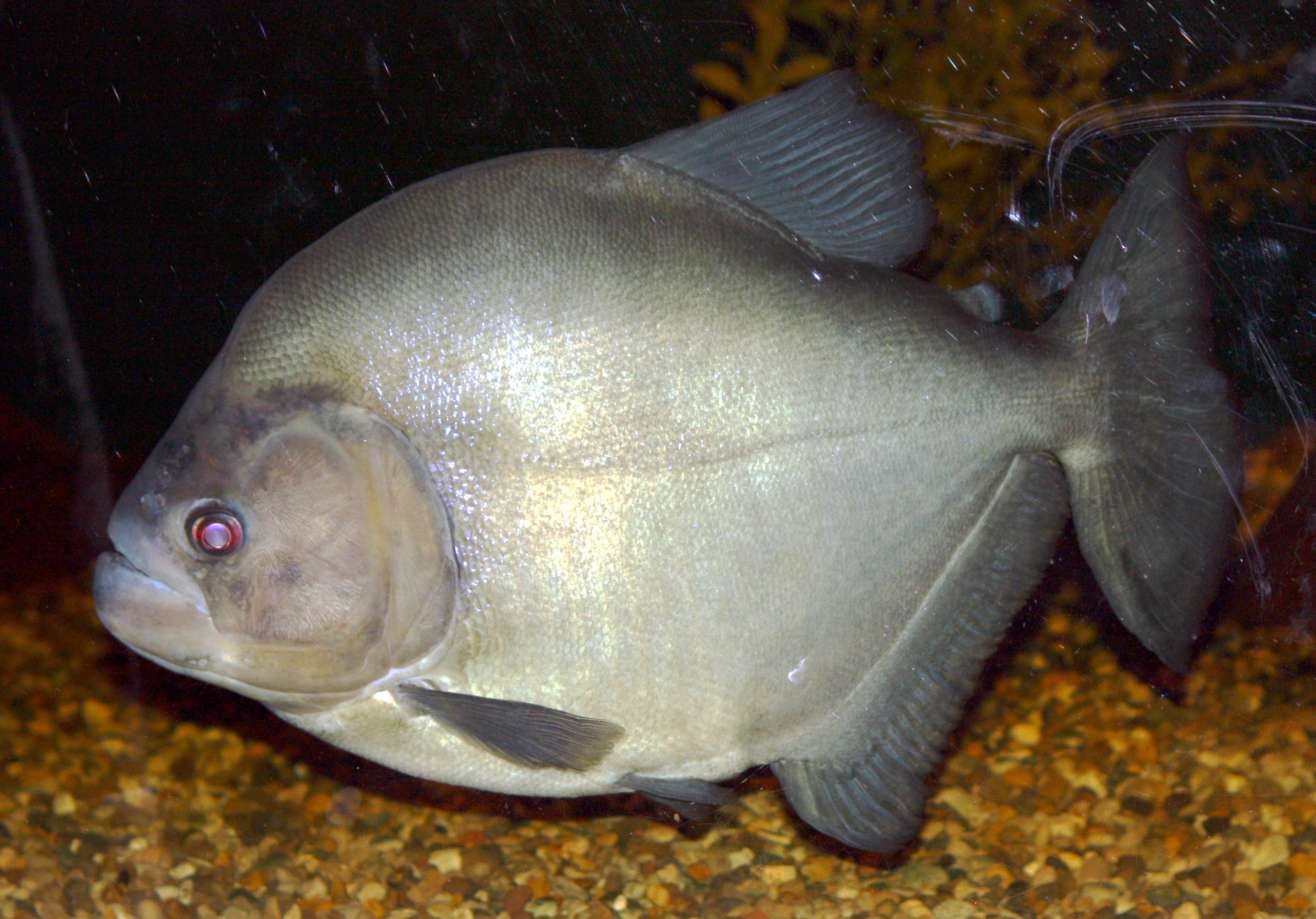
Weißgefärbter Serrasalmus rhombeus aus dem Zoo von Louisville

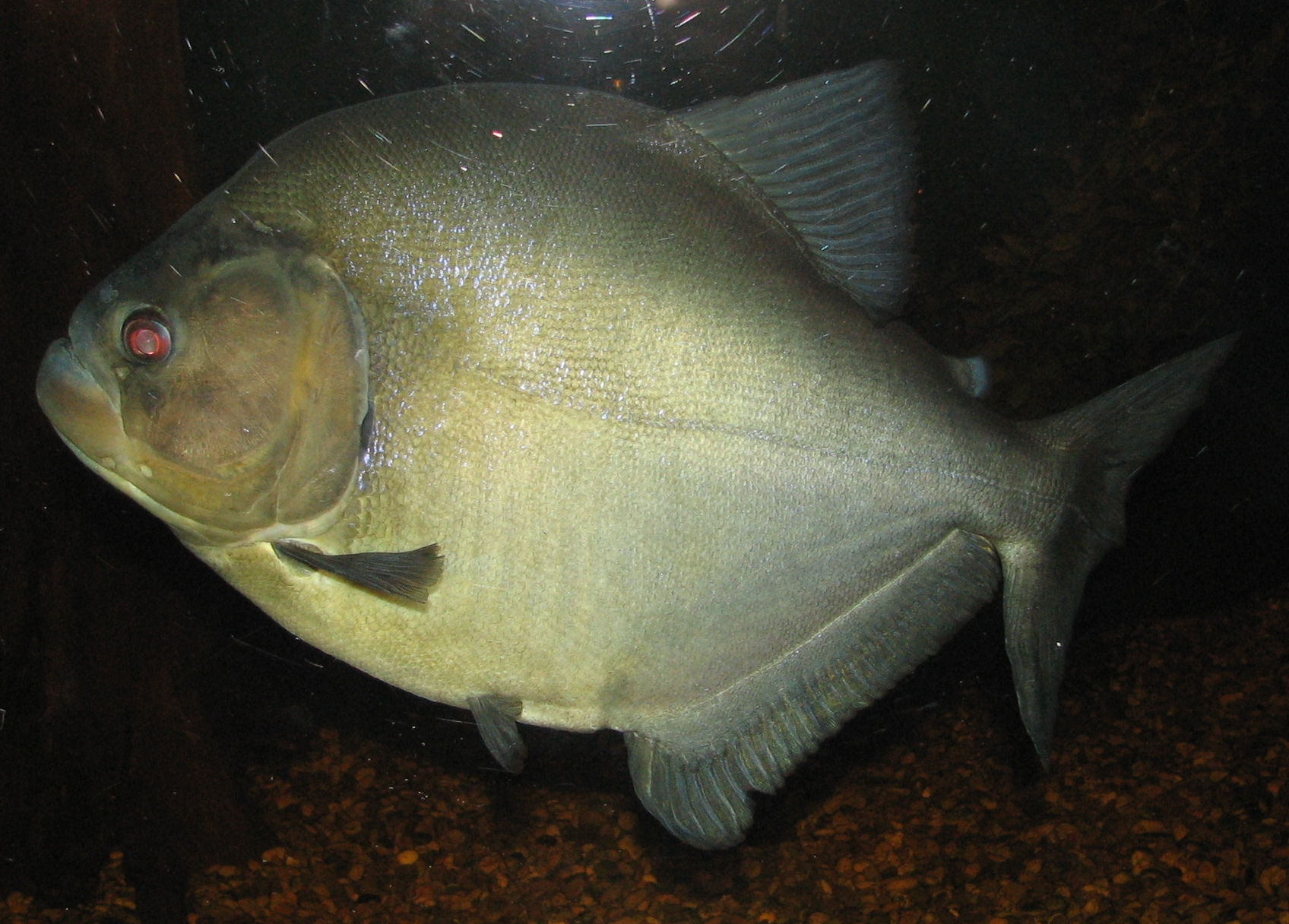
Ansicht eines weißgefärbten Serrasalmus rhombeus

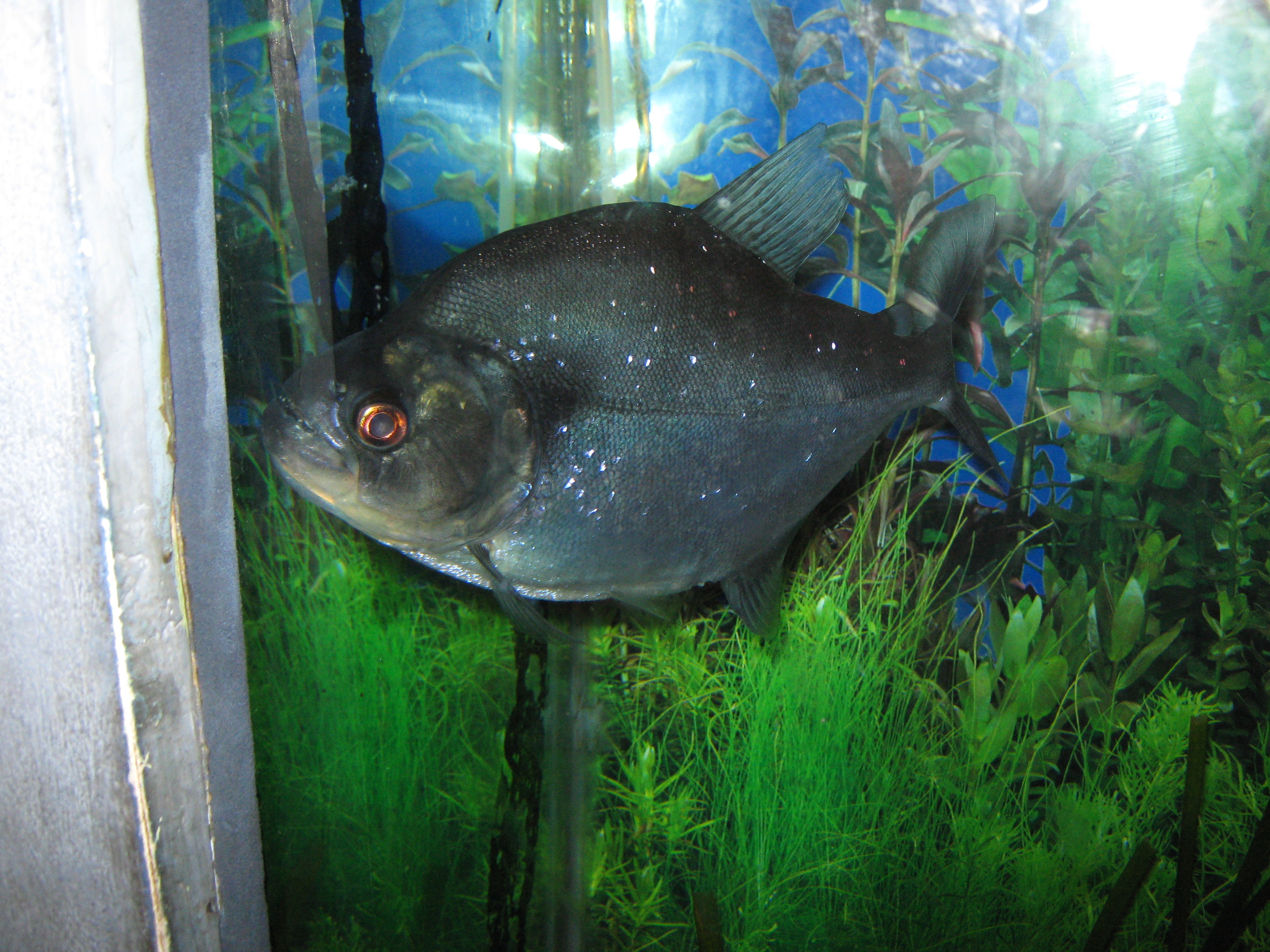
Serrasalmus rhombeus im Aquarium mit den typischen rotgefärbten Augen

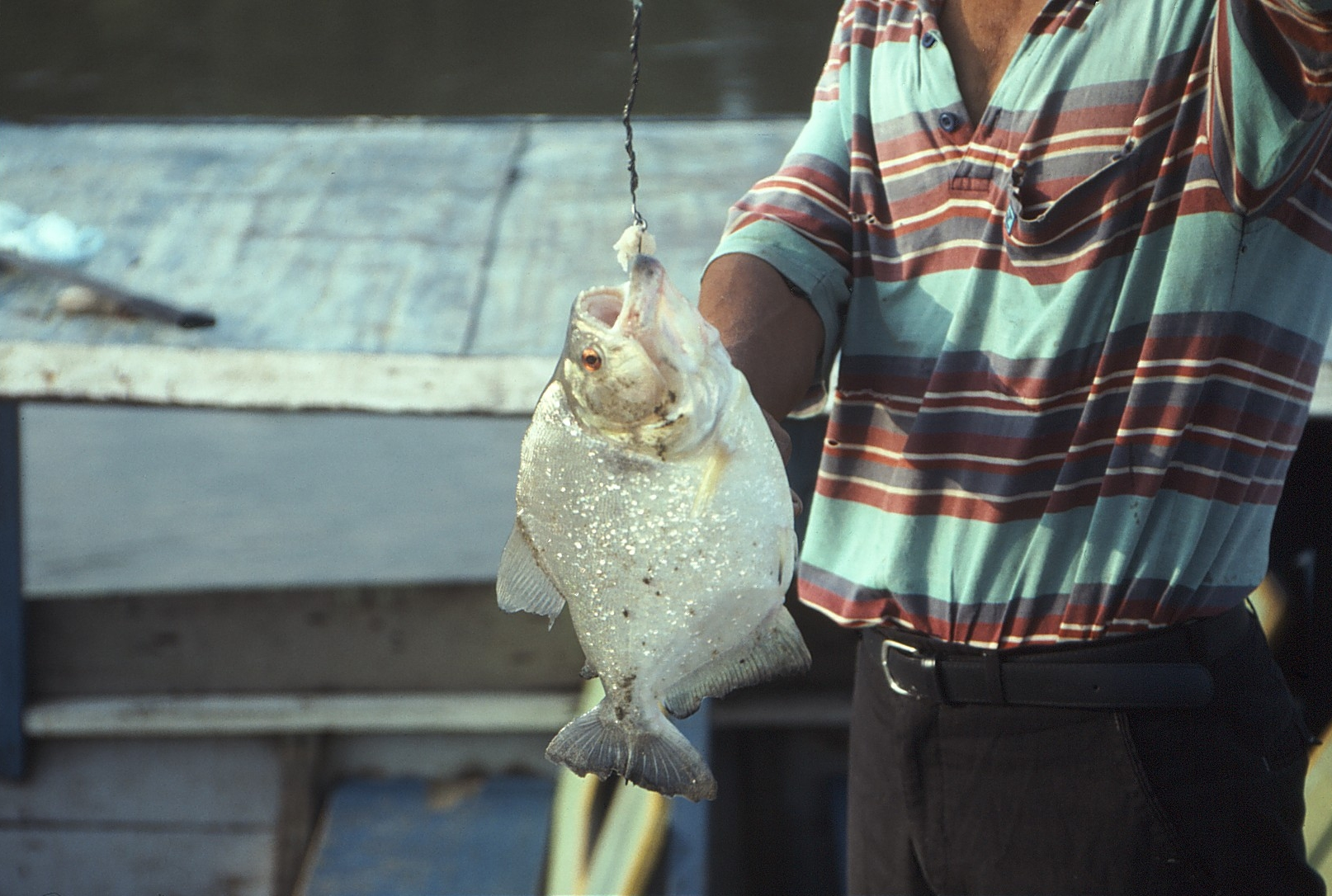
Mit der Angel gefangener Serrasalmus rhombeus in Peru

Der Schwarze Piranha (Serrasalmus rhombeus) ist ein räuberischer Süßwasserfisch aus der Piranha-Gattung Serrasalmus. Auf Englisch wird die Art Redeye Piranha, White Piranha, Black Piranha, nach seinen Unterarten Peruvian Black Piranha, Brazilian Black Piranha, Spotted Piranha, auf Spanisch Caribe Ojo Rojo oder Caribe Amarillo und auf Portugiesisch Piranha Preta genannt.

## Systematik
Der Schwarze Piranha gehört der Gattung Serrasalmus an. In seinem großen Verbreitungsgebiet sind zahlreiche Unterarten und lokale Varietäten wie der „Peruvian Black Piranha“, „Brazilian Black Piranha“, „Xingú“, „Highbach Perú“ und „Jet Black Rhombeus“ bekannt. Darüber hinaus existieren zahlreiche weitere Lokalarten in Bolivien, dem Rio Araguaia, Rio Iriri, Kolumbien, der Guaríco-Region in Venezuela, Guayana, dem Río Itaya, Río Orosa und Río Nanay in Peru. Aufgrund der großen Mannigfaltigkeit halten einige Wissenschaftler Serrasalmus rhombeus für einen Artenkomplex. Nakayama und andere vertreten die Meinung, dass die unterschiedlichen Biotope und Gewässertypen wie der Rio Solimões als Weißwasserfluss und der Rio Negro als saurer Schwarzwasserfluss zu Chromosomenveränderungen führten. Diese Entwicklung wäre nach Isolierung einiger Gewässer wie des Lake Catalão als Mischform beider Gewässertypen weiter fortgeschritten.

## Merkmale
Der Schwarze Piranha wird bis zu 45 cm groß. Seine jährliche Wachstumsrate ist jedoch sehr gering, sodass nur sehr alte Individuen diese Maximalgröße aufweisen. Der bislang größte Schwarze Piranha mit einem Gewicht von 3 Kilogramm wurde im Rio Camatú in Amazonien gefangen.
Seine Färbung variiert je nach Verbreitungsgebiet, was zu verschiedenen Bezeichnungen und Synonymen geführt hat, so sind bestimmte Farbvarietäten auch als Weißer Piranha bekannt, ein verbreitetes Synonym ist Serrasalmus niger für die schwarz gefärbten Varietäten. Auch im Laufe seiner Entwicklung durchläuft dieser Fisch einen Farbwechsel. Jungtiere sind sehr hell, silbrig glänzend mit kleinen dunklen Flecken. Sie besitzen noch nicht die charakteristischen rot gefärbten Augen (engl. Bezeichnung: Redeye piranha). Später ändert sich auch die Körperform, der Rücken wird höher. Während die rote Augenfarbe allen Unterarten gemeinsam ist, kann die Körperfärbung von weiß bis tiefschwarz variieren.

## Verbreitung und Lebensraum
Der Schwarze Piranha lebt benthopelagisch im Flussbecken des Orinoco und Amazonas, in Gewässern des Guayana-Rückens und in einigen nordostbrasilianischen Küstenflüssen. Er kommt in Venezuela, Kolumbien, Französisch-Guayana, Surinam, Guayana, Peru, Bolivien und Brasilien vor. Diese Piranha-Art kommt sowohl an Stromschnellen als auch in den tieferen Gewässerzonen des Hauptflusses vor, wo sie von Indios mit Fischködern gefangen wird. Serrasalmus rhombeus bevorzugt tropisch warme Gewässer mit Wassertemperaturen von 24 bis 30 °C und einem pH-Wert von 5,5 bis 7,5.
Der Schwarze Piranha kommt in unterschiedlichen Gewässertypen vor, so zum Beispiel in flachen langsamfließenden Flüssen, im tieferen Hauptstrom und stehenden Gewässern.

## Lebensweise
Serrasalmus rhombeus ernährt sich überwiegend karnivor von kleinen Fischen, Krebsen, Insekten bis zu kleinen Säugetieren und Reptilien, die ins Wasser fallen. Seine opportunistische Lebensweise ermöglicht dieser Raubfischart, sich an die unterschiedlichsten Habitate anzupassen. Die tagaktiven Fische jagen im Jugendstadium in Schwärmen, kleineren Gruppen ohne Hierarchie und entwickeln sich erst später zu solitären Einzeltieren, die sich in Deckung aufhalten und auf Beute lauern. In der Zwischenzeit konnten bei Nahrungsverknappung jedoch auch erhöhtes aggressives Verhalten und Fressrausch in größeren Gruppen bei adulten Exemplaren im Brokopondosee in Surinam beobachtet werden. Es ist jedoch noch nicht genau geklärt, ob diesem Verhalten auch eine Schwarmbildung vorausgegangen ist, oder ob die Tiere nur im Fall von Nahrungsangebot sich an der Beute zusammenfinden. Normalerweise wird der Schwarze Piranha aber als weniger schreckhaft und  aggressiv eingestuft als andere Piranha-Arten. Allein von der Größe seines Gebisses kann er auch größere Verletzungen herbeiführen. Der Schwarze Piranha kann mit der 30-fachen Kraft (320 N) seiner Gewichtskraft zubeißen.
Die Voraussetzungen für die Fortpflanzung richten sich nach den Umweltbedingungen des jeweiligen Habitats und Gewässertyps. Während sie am Rio Xingu bei Hochwasser, Temperaturen um 26 °C und einem  sehr engen pH-Wert von 6,7 und 6,9 einsetzt, findet sie am Rio Araguia bei Wassertemperaturen von 22–28 °C, pH-Werten von 5,8 bis 7,5 und einer Wasserhärte von 4–20 dH statt. Im brasilianischen Rio Negro und im Orinoco in Venezuela setzt die Laichperiode bei pH-Werten von  4,5 bis 7 und Wassertemperaturen von 24 bis 28 °C ein.

## Beziehung zu Menschen
Trotz seiner Größe ist die Art für den Menschen im Allgemeinen nicht gefährlich. Bei unsachgemäßer Handhabung kann er mit seinen scharfen Zähnen jedoch tiefe und schlecht heilende Wunden zufügen. Mol vom CELOS-Institut in Surinam untersuchte Unfälle zwischen Menschen und Schwarzen Piranhas, die sich am Wayombo, einem Fluss in Suriname, ereigneten. Seine Studie befasste sich mit 30 Unfällen, die sich im Laufe von 30 Jahren in abgelegenen Siedlungen am Fluss ereigneten. Es handelte sich überwiegend um Kinder, denen in die Füße gebissen wurde. Andere Personen wurden in die Beine, Arme und den Torso gebissen und verloren in schweren Fällen dabei sogar Körpergliedmaßen wie Zehen oder Finger. Bei zwei Ereignissen wurden die Opfer sogar von mehreren Fischen gleichzeitig angegriffen. Keiner dieser Unfälle führten zum Tod des Opfers. Alle dieser Unfälle standen in Verbindung mit einem erhöhten Auftreten der Fische während der Trockenzeit, unruhigen Bewegungen im Wasser und der Einleitung von Essensresten, Fischabfällen und Blut in den Fluss.

## Nutzung
Der Schwarze Piranha ist lokal ein Speisefisch von geringer wirtschaftlicher Bedeutung und Sportfisch für Angler. Außerdem wird er häufig in Aquarien gehalten.

## Schwarzer Piranha als Neozoon
Zusammen mit Serrasalmus natteri ist Serrasalmus rhombeus die einzige Piranha-Art, die in den USA bewusst oder unabsichtlich freigesetzt wurde und in wärmeren Bundesstaaten wie Kalifornien, Texas und Florida unter Umständen sogar in Wildgewässern überleben kann. Auf einem verlassenen Vergnügungspark in Dade County wurden sie in einem Teich gefunden, wo die Tiere sich vermehren und den Winter überleben konnten.